# Nealcidion cyllenoide
Nealcidion cyllenoide là một loài bọ cánh cứng trong họ Cerambycidae.